# Атлетика на Летњим параолимпијским играма 2016 — 100 метара за жене T54
Трка на 100 метара у класи 54 за жене, била је једна од 29 дисциплина атлетског програма на Летњим параолимпијским играма 2016. у Рио де Жанеиру, Бразил. Такмичење је одржано 8. и 9. септембра на Олимпијском стадиону Жоао Авеланж.

## Земље учеснице
Учествовало је 11 такмичара из 8 земаља.
1. Аустралија (1)
2. Кина (2)
3. Маурицијус (1)
4. Нигерија (1)
5. САД (3)
6. Турска (1)
7. Финска (1)
8. Холандија (1)

## Рекорди пре почетка такмичења
(стање 8. септембра 2016.)
| Рекорди пре почетка Параолимпијских игара 2016. | Рекорди пре почетка Параолимпијских игара 2016. | Рекорди пре почетка Параолимпијских игара 2016. | Рекорди пре почетка Параолимпијских игара 2016. | Рекорди пре почетка Параолимпијских игара 2016. | Рекорди пре почетка Параолимпијских игара 2016. |
| ----------------------------------------------- | ----------------------------------------------- | ----------------------------------------------- | ----------------------------------------------- | ----------------------------------------------- | ----------------------------------------------- |
| Светски рекорд                                  | 15,35                                           | Татјана Мекфаден                                | Сједињене Државе                                | Индијанаполис, САД                              | 5. јун 2016.                                    |
| Параолимпијски рекорд                           | 15,82                                           | Венђуен Љу                                      | Кина                                            | Лондон, Уједињено Краљевство                    | 8. септембар 2012.                              |

## Сатница
| Датум              | Време | Ниво               |
| ------------------ | ----- | ------------------ |
| 8. септембар 2016. | 19:01 | Квалификације (Г1) |
| 8. септембар 2016. | 19:09 | Квалификације (Г2) |
| 9. септембар 2016. | 19:14 | Финале             |

Сва времена су по локалном времену (UTC+3)

## Освајачи медаља
|                   |                        |                  |
| Венђуен Љу · Кина | Татјана Мекфаден · САД | Јингђе Ли · Кина |

## Резултати

#### Квалификације
Квалификације су одржане 8.9.2016. годину у 19:01 и 19:09. Такмичарке су биле подељене у две групе. У финале су се пласирале прве три такмичарке из сваке групе и 2 на основу резултата.,,
| Пласман | Група | Атлетичарка            | Земља      | Класа | ЛР    | ЛРС   | Резултат | Белешка |
| ------- | ----- | ---------------------- | ---------- | ----- | ----- | ----- | -------- | ------- |
| 1.      | 1     | Венђуен Љу             | Кина       | Т54   | 15,82 |       | 16,00    | КВ, ЛРС |
| 2.      | 2     | Јингђе Ли              | Кина       | Т54   | 16,69 | 16,69 | 16,42    | КВ, ЛР  |
| 3.      | 1     | Татјана Мекфаден       | САД        | Т54   | 15,35 | 15,35 | 16,52    | КВ      |
| 4.      | 1     | Хана Мекфаден          | САД        | Т54   | 16,55 | 16,55 | 16,55    | КВ, =ЛР |
| 5.      | 2     | Чери Мадсен            | САД        | Т54   | 16,09 | 16,09 | 16,56    | КВ      |
| 6.      | 2     | Aманда Котаја          | Финска     | Т54   | 15,64 | 16,10 | 16,76    | КВ      |
| 7.      | 2     | Хана Бабалола          | Нигерија   | Т54   | 16,70 | 16,74 | 17,24    | кв      |
| 8.      | 1     | Маргриет ван ден Броек | Холандија  | Т54   | 16,99 | 17,19 | 17,64    | кв      |
| 9.      | 1     | Зубеиде Супургеци      | Турска     | Т54   | 16,67 | 16,67 | 17,93    |         |
| 10.     | 2     | Бренди Перине          | Маурицијус | Т54   | 18,89 | 18,89 | 18,09    | ЛР      |
| 11.     | 2     | Џемима Мур             | Аустралија | Т54   | 17,81 | 17,96 | 18,39    |         |

### Финале
Финале је одржано 9.9.2016. годину у 19:14.,,
| Пласман | Атлетичарка            | Земља     | Класа | Резултат | Белешка |
| ------- | ---------------------- | --------- | ----- | -------- | ------- |
|         | Венђуен Љу             | Кина      | Т54   | 16,00    | =ЛРС    |
|         | Татјана Мекфаден       | САД       | Т54   | 16,13    |         |
|         | Јингђе Ли              | Кина      | Т54   | 16,22    | ЛР      |
| 4.      | Хана Мекфаден          | САД       | Т54   | 16,34    | ЛР      |
| 5.      | Чери Мадсен            | САД       | Т54   | 16,40    |         |
| 6.      | Aманда Котаја          | Финска    | Т54   | 16,47    |         |
| 7.      | Хана Бабалола          | Нигерија  | Т54   | 16,85    | РР, ЛР  |
| 8.      | Маргриет ван ден Броек | Холандија | Т54   | 17,42    |         |